# Elassogaster sangiensis
Elassogaster sangiensis är en tvåvingeart som beskrevs av Meijere 1916. Elassogaster sangiensis ingår i släktet Elassogaster och familjen bredmunsflugor. Inga underarter finns listade i Catalogue of Life.